# Monstrotyphis jardinreinensis
Monstrotyphis jardinreinensis is een slakkensoort uit de familie van de Muricidae. De wetenschappelijke naam van de soort is voor het eerst geldig gepubliceerd in 1985 door Espinosa.